# Zając zaroślowy
Zając zaroślowy, dawniej zając skalny (Lepus saxatilis) – gatunek ssaka z rodziny zającowatych (Leporidae), występujący na południu Afryki.

## Taksonomia
Pierwszy raz gatunek ten opisał w 1823 roku francuski zoolog Frédéric Cuvier. Radziecki teriolog Aleksiej Guriejew w 1964 roku umieścił gatunek w podrodzaju Proeulagus, zaś rosyjski paleontolog Aleksandr Awierjanow w 1998 roku w podrodzaju Sabanalagus.
Wcześniej gatunek ten łączono z afrykańskim zającem sawannowym, znacznie mniejszym gatunkiem, występującym od północy Kraju Przylądkowego aż po Afrykę Północną.

## Morfologia
Długość ciała (bez ogona) 450–630 mm, długość ogona 70–122 mm, długość ucha 100–150 mm, długość tylnej stopy 99–128 mm; masa ciała 1,4–3,5 kg.
Jego rozmiar zmniejsza się od centralnej południowej części Kraju Przylądkowego w kierunku północno-wschodnim. Samice z reguły są większe od samców.
Zając zaroślowy ma bardzo charakterystyczne ubarwienie. Na stronie grzbietowej ma futro koloru szarobrązowego nakrapianego na czarno. Brzuszna część ciała jest całkowicie biała. Zające zaroślowe mają relatywnie długi ogon, którego wierzchnia strona jest czarna, a spodnia strona biała. Mają długie, zazwyczaj wysoko osadzone uszy w kolorze szarym, które wraz z ogonem sprawiają, że są najbardziej widoczne, gdy uciekają przed drapieżnikami. Cechą odróżniającą zająca zaroślowego od innych gatunków jest plama rudobrązowego futra za uszami. Większość osobników ma na czole białą plamkę.
Osobniki większej formy zamieszkujące tereny z południowych zasięgów mają jasnopłowe umaszczenie, z szarawymi bokami i białym spodem; natomiast mniejsza forma z terenów północnego zasięgu ma ciemnoszary grzbiet, a pierś i boki są rudobrązowe lub kasztanowe, szczególnie ciemne u osobników z wyżej położonych terenów.

## Zasięg występowania
Zając zaroślowy jest gatunkiem endemicznym dla południowej Afryki. Najczęściej występuje w południowej Namibii, Mozambiku, Republice Południowej Afryki, Eswatini i Lesotho.

## Ekologia

### Siedlisko
Zające zaroślowe zwykle można spotkać na większych wysokościach, około 1220–1830 m n.p.m. Występują głównie w zaroślach, wysokich trawiastych równinach i lesistych terenach sawanny. W nocy można je zobaczyć na otwartych terenach trawiastych. Nigdy nie występują w lasach i na pustyniach. Wiadomo również, że potrafią przystosować się do terenów użytkowanych rolniczo.

### Tryb życia
Zając zaroślowy prowadzi nocny tryb życia, wychodzi o zmierzchu, aby żerować przez całą noc. Jeśli jednak pogoda będzie pochmurna, wychodzi wcześniej. W ciągu dnia tworzą niewielkie wgłębienie w podłożu i leżą płasko w bezruchu, z uszami podwiniętymi do ramion. Dopóki pozostają nieruchome, drapieżniki nie mogą ich wykryć, ponieważ ich ubarwienie zlewa się z zaroślami i roślinnością.
Gdy zostanie spłoszony w ciągu dnia, biegnie zygzakiem i ponownie kryje się w osłonie, można go jednak śledzić i spłoszyć kilkukrotnie. Zając zaroślowy żyje w samotności, ale często w pobliżu znajduje się drugi osobnik; gdy oba zostaną spłoszone, biegną w różnych kierunkach. Przedstawicieli obu płci można spotkać razem tylko podczas godów.
Zając zaroślowy jest roślinożercą i żywi się głównie zieloną trawą. Zając wybiera liście, łodygi i kłącza suchych i zielonych traw, jednak preferuje te ostatnie.

### Rozród
Zając ten jest gatunkiem poligamicznym. Kiedy samica jest w okresie rui, wokół niej gromadzi się wiele samców, licząc na możliwość kopulacji. Aby zdobyć względy samicy, samce zazwyczaj rywalizują poprzez „boks” przednimi nogami lub kopanie tylnymi nogami. Czasami podczas tych walk samce odnoszą nawet obrażenia, ponieważ rywalizacja między nimi jest bardzo zacięta.
Mogą rozmnażać się przez cały rok, jednak szczyt sezonu przypada na miesiące letnie od września do lutego. Okres ciąży (na podstawie innych gatunków) wynosi około 40 dni. Okres ciąży wynosi około 42 dni, a samica rodzi od 1 do 3 młodych zarodków na raz. Mogą mieć nawet 4 mioty rocznie. Udowodniono również, że po porze deszczowej samice częściej rodzą trojaczki. Jednak szczyt urodzeń przypada na lato.
Młode rodzą się w pełni owłosione, z otwartymi oczami i są na tyle rozwinięte, że potrafią same o siebie zadbać. Nie jest tworzone dla nich legowisko, a kontakt rodzicielski ogranicza się do zapewnienia mleka w nocy.

## Ochrona
Mimo że zając zaroślowy jest klasyfikowany jako gatunek najmniejszej troski, jego populacja maleje i przewiduje się, że w ciągu najbliższych 100 lat zmniejszy się o 20%.